# Žedno
Žedno falu Horvátországban Split-Dalmácia megyében. Közigazgatásilag Trogirhoz tartozik.

## Fekvése
Trogir központjától 5 km-re délkeletre, Dalmácia középső részén Čiovo szigetének középső részén fekszik. Közút köti össze a szomszédos Arbanijával, Mastrinkával, Okrug Gornjival és Trogirral.

## Története
A régészeti leletek tanúsága szerint területén már az 1. században emberi település állt. A középkorban a sziget csak gyéren lakott volt, többnyire a magányra vágyó remeték éltek rajta. A falu régi plébániatemplomát a Szent Mór templomot a 14. században említik először. Žedno betelepülésének kezdete a török hódítással áll összefüggésben. A 15. századtól a sorozatos támadások következtében a tengerhez közeli szárazföldi területek lakosságának nagy része a szigeteken keresett menedéket. Paolo Andreis 17. századi trogiri történetíró Trogir történetéről írt művében (Andreis: Storia della città di Traù Split, 1977-78.) írja, hogy az első žednoi és okrugi telepesek 1461. május 5-én kötöttek ki a szigeten. Nagyobb betelepülési hullám volt, amikor a török 1537-ben bevette Klissza várát. 1797-ben a Velencei Köztársaság megszűnésével a település Habsburg Birodalom része lett. 1806-ban Napóleon csapatai foglalták el és 1813-ig francia uralom alatt állt. Napóleon bukása után ismét Habsburg uralom következett, mely az első világháború végéig tartott. 1857-ben 171, 1910-ben 217 lakosa volt. Az I. világháború után rövid ideig az Olasz Királyság, ezután a Szerb-Horvát-Szlovén Királyság, majd Jugoszlávia része lett. A település lakossága 2011-ben 132 fő volt, akik a turizmus mellett mezőgazdaságból (szőlő- és olívatermelés) éltek.

## Lakosság
| Lakosság változása | Lakosság változása | Lakosság változása | Lakosság változása | Lakosság változása | Lakosság változása | Lakosság változása | Lakosság változása | Lakosság változása | Lakosság változása | Lakosság változása | Lakosság változása | Lakosság változása | Lakosság változása | Lakosság változása | Lakosság változása |
| ------------------ | ------------------ | ------------------ | ------------------ | ------------------ | ------------------ | ------------------ | ------------------ | ------------------ | ------------------ | ------------------ | ------------------ | ------------------ | ------------------ | ------------------ | ------------------ |
| 1857               | 1869               | 1880               | 1890               | 1900               | 1910               | 1921               | 1931               | 1948               | 1953               | 1961               | 1971               | 1981               | 1991               | 2001               | 2011               |
| 171                | 161                | 120                | 146                | 158                | 217                | 375                | 248                | 290                | 296                | 268                | 191                | 136                | 91                 | 110                | 132                |

## Nevezetességei
- Trogiri Szent János tiszteletére szentelt plébániatemploma a település központjában áll. A plébániaház Slatine településen található.
- Szent Mór tiszteletére szentelt temploma[6] a sziget déli részén, a Mavarštica-öböl feletti teraszos lejtőn található. A ma is látható templom 12.-13. században épült ókori alapokon. A régészeti feltárások során a legrégibb réteg az 1. századból származik. Ebből a korból egy jó állapotban fennmaradt ciszterna, valamint cseréptöredékek, pénz és sírkőlaptöredékek származnak.[2] A második réteg a késő ókorból, a 4. századból származik cseréptöredékekkel, pénzérmékkel és gazdasági épület alapfalaival. Régen a szigeten élő remeték szoktak összegyűlni benne, akik rendbe hozták a római ciszternát és a templom mellé egy ott tartózkodásra alkalmas épületet emeltek.[3] A templom körül található a település legősibb temetője. A legenda szerint Szent Mór képét a tenger sodorta a Mavarštica-öbölbe.[2] Ezt a helyiek csodás eseménynek tekintették és azóta Szent Mór a település védőszentje.

## Oktatás
A településnek nincs iskolája. Óvodáját 2008-ban nyitották meg. Ez a község első olyan óvodája, ahol már az európai pedagógiai előírások szerint nevelnek.